# Franco Lo Cascio
Franco Lo Cascio, né le 29 août 1946 à Rome est un réalisateur italien.

## Biographie
Né à Rome, Franco Lo Cascio commence sa carrière en tant qu'assistant-réalisateur de Fernando Di Leo dans presque tous les films qu'il a réalisé entre 1967 et 1974,. En 1974, il fait ses débuts de réalisateur avec le film parodique Piedino il questurino avec Franco Franchi dans le rôle principal.
Après avoir réalisé plusieurs comédies et le thriller surnaturel Bacchanales infernales, en 1976, Franco Lo Cascio se retire de la réalisation pour se concentrer sur sa compagnie de distribution « Patrizia Cinematografica » qu'il a fondé avec Diego Spadaro. En 1984, il adopte le pseudonyme Luca Damiano et réalise et produit de nombreux films pornographiques.
Au cours de sa carrière, il a dirigé les principaux acteurs pornographiques des années 80 et 90, tels que Roberto Malone, Rocco Siffredi, Milly D'Abbraccio, Marina Frajese, Erika Bella, Nikki Anderson, Maria Bellucci, Olivia Del Rio, Anita Dark et Draghixa Laurent.
Dans certains de ses films, il réalise de courts caméos ou apparaît dans des rôles secondaires.
En 2000, il obtient le prix Ninfa pour l'ensemble de sa carrière au Festival international de cinéma érotique de Barcelone et le prix Ninfa spécial du Jury en 2001.

## Filmographie partielle

### Assistant-réalisateur
- 1968 : L'oro del mondo d'Aldo Grimaldi
- 1969 : Pourquoi pas avec toi (Brucia ragazzo, brucia) de Fernando Di Leo
- 1969 : Amarsi male de Fernando Di Leo
- 1969 : Un tueur nommé Luke (La notte dei serpenti) de Giulio Petroni
- 1969 : La Jeunesse du massacre (I ragazzi del massacro) de Fernando Di Leo
- 1971 : L'Amour dans la peau (Il sole nella pelle) de Giorgio Stegani
- 1971 : Les Insatisfaites Poupées érotiques du docteur Hitchcock (La bestia uccide a sangue freddo) de Fernando Di Leo
- 1971 : Détenu en attente de jugement (Detenuto in attesa di giudizio) de Nanni Loy
- 1972 : Milan calibre 9 (Milano calibro 9) de Fernando Di Leo
- 1972 : L'Empire du crime (La mala ordina) de Fernando Di Leo
- 1973 : Le Boss (Il boss) de Fernando Di Leo
- 1974 : Salut les pourris (Il poliziotto è marcio) de Fernando Di Leo
- 1975 : Ursula l'anti-gang (Colpo in canna) de Fernando Di Leo

### Réalisateur
Films signés Franco Lo Cascio
- 1974 : Piedino il questurino
- 1975 : Ah sì? E io lo dico a Zzzzorro!
- 1975 : L'educanda (it)
- 1975 : Bacchanales infernales (Un urlo dalle tenebre)

Films signés Luca Damiano
- 1984 : Nido d'amore
- 1984 : La chiave del piacere
- 1984 : Le due... grandi labbra
- 1984 : Fashion Love
- 1985 : Le due... bocche di Marina
- 1988 : Transex
- 1989 : La señora del Oriente Express
- 1990 : I segreti del confessionale
- 1993 : Alice au pays des pervers (Alice nel paese delle pornomeraviglie)
- 1993 : Le avventure erotix di Cappuccetto Rosso
- 1994 : Marquis de Sade
- 1995 : Hamlet, pour l'amour d'Ophélie (Hamlet: For the Love of Ophelia)
- 1995 : Clausura
- 1995 : Decameron: Tales of Desire
- 1996 : Noces échangistes (Viaje de novios)
- 1997 : Débauche de Belle (Le stagioni di Bel)
- 1997 : La Comtesse Gamiani (Gamiani)
- 1999 : Déviances (Drug Queen)